# Ermita de Sant Antoni (Almassora)
L'ermita de Sant Antoni d'Almassora (Plana Alta) és vora el camí de la Mar, en l'encreuament amb el camí de Sant Antoni, i està catalogada com a bé de rellevància local. La construcció data del segle xviii i presenta una ampla façana que descansa en dos arcs els quals donen pas a un vestíbul, on hi ha dues portes, una que du a l'ermita i l'altra, a casa de l'ermità. La façana presentava un lluïment i una pintura idèntics als de la resta d'alqueries del terme. Compta amb espadanya, la seua antiga campana, datada el 1716 i dedicada a Maria, fou depositada a l'Ajuntament el 1976, substituïda per una altra de nova, amb la data “Juliol any 1976”, i cúpula. Fou restaurada l'any 1984.
Respecte a l'interior, en el retaule de l'altar major hi ha pintat un Sant Antoni Abat; malgrat açò, l'ermita està dedicada a Sant Antoni de Pàdua, raó per la qual la imatge central del retaule està dedicada al de Pàdua. A més a més, hi ha dos altars laterals, dedicats l'un a Sant Josep i un altre a la Verge del Carme; també hi ha un cor elevat

## Història
La data de construcció de l'ermita és desconeguda, però s'utilitza la datació de la campana original de 1716 per proporcionar una data aproximada de la seua finalització a principis del segle XVIII. El primer document escrit que la menciona és el Diccionari de Madoz de 1845-1850.
Almassora va experimentar un creixement demogràfic considerable al segle XVIII, passant d'uns 800 habitants a uns 4500 habitants a finals de segle. Això va portar a la necessitat d'ampliar el nucli urbà, amb la instal·lació de nous habitatges fora de l'antiga muralla. A més, es va produir una gran inversió pública pel creixement econòmic, portant a la construcció i ampliació de diferents esglésies. Les manifestacions religioses eren una part important de la vida social, ja que el poble tenia un fort sentit religiós.
L'ermita està dedicada al culte de sant Antoni de Pàdua, un dels sants catòlics més populars. Sant Antoni de Pàdua, amb el seu vertader nom de Fernando de Bulhôes, va néixer a Lisboa l'any 1195 i va ingressar a l'Orde de sant Agustí des de molt jove. També va ser missioner a l'Àfrica, tot i que va passar poc temps allà, ja que va haver de tornar després d'emmalaltir, arribant a Sicília durant el seu viatge de tornada. A Itàlia va conèixer sant Francesc i va ingressar a l'Orde Franciscà, prenent el nom d'Antoni. Pàdua va ser la ciutat on va viure durant gran part de la seva vida, i va ser famós per les seves habilitats oratòries i missioneres.

## Descripció
Malgrat que es data al segle XVIII i té un estil barroc, la seva última restauració ha deixat a la vista la pedra i els maons amb els quals es materialitzen els murs i arcs de l'exterior. Es calcula que originalment estaria totalment arrebossada i pintada amb els colors típics de l'arquitectura rural valenciana, de blanc o blau. Les alqueries del terme també eren d'aquests colors, de manera que l'ermita quedava integrada al seu entorn. També es calcula que la seva construcció es va realitzar a partir de l'ampliació d'una antiga alqueria, a causa dels senyals que es veuen a la façana.

### Exterior
A l'exterior, l'ermita consta d'una façana porticada, amb dos arcs de mig punt sobre els quals s'obren dues obertures amb dos balcons. A la part superior compta amb una cornisa i està finalment rematada per campanar i cúpula. Entre els arcs destaca en el mur exterior un marc de ceràmica amb la imatge de la Mare de Déu del Carme. La zona porticada forma un petit vestíbul amb dues plaques enfrontades; una d'elles és de pedra i se situa entre els arcs, mentre que la placa de la façana és de ceràmica. Ambdues plaques mencionen l'any de la restauració, possiblement el final d'aquesta. Dins de la zona porticada trobem dues portes, la de l'ermita i la de la casa de l'ermità, que va fer durant anys la funció de taverna. També des de l'exterior, podem veure els contraforts de darrere, el teulat a dues aigües cobert de teula i la cúpula.

### Interior
A l'interior trobem una església senzilla de volta de canó i arcs faixons. A l'altar major hi ha un retaule, sobre el qual s'alça la cúpula sobre petxines. El retaule compta amb una representació d'un sant Antoni Abat, decorat amb estuc de cornises, motllures i marbres fingits. No obstant això, la imatge central i a qui està dedicada l'ermita és sant Antoni de Pàdua, imatge escultòrica trobada en una petita capella.
Als costats entre els contraforts se situen les dues capelles amb què compta l'església, una dedicada a Sant Josep i l'altra a la Mare de Déu del Carme. L'estructura de l'ermita es completa amb un cor elevat situat als peus de l'església, sobre el porxo exterior.

## Campana
La campana original de 1716 està dedicada a Maria, té 40 cm de diàmetre i pesa aproximadament 37 kg. El 1976, es va dipositar al vestíbul de l'Ajuntament i es va substituir per una nova campana del segle xx.
La campana que trobem ara, la del 1976, compta amb dos grups de dos cordons al terç. Al mig té una creu i la marca de fàbrica: "FUNDICIÓ / DE / SALVADOR MANCLUS / C. INDÚSTRIA, 27 / VALÈNCIA". També al mig hi ha una inscripció incisa que va ser afegida quan ja estava fosa: "SANT ANTONI / JULIOL ANY 1976". Finalment, té tres cordons en el mig peu.
Està instal·lada a l'espadanya amb un jou que combina el ferro sense capçal. Està dotada de cigonyal i cadena i té un batall lligat, però que no es troba reforçat.

## Festes populars
L'ermita forma part de les festes dedicades al seu patró, Sant Antoni de Pàdua. En origen, es diu que la tarda de la festa se celebraven reunions d'amics i veïns, amb balls i pòrries al llarg de tota la partida. Després, s'assistia a la missa solemne i cantada i a la processó del sant venerat. A més, tot això estava acompanyat de parades que estaven disposades al llarg del camí, amb una gran varietat de venedors de productes típics de la festa: coets, caramels, dolços, vins, pastissos...
En l'actualitat, l'ermita s'obre al culte durant els mesos d'estiu i la festa del sant se celebra cap al primer diumenge d'agost, amb la reunió dels habitants de la partida.